# Avtomobilska pravljica
Avtomobilska pravljica je pravljica avtorja Milana Petka Levokovova. Izšla je leta 2008. Avtorica ilustracij je Chiara Jasna Sepin. 

### Vsebina
Avtomobilska pravljica pripoveduje o avtomobilu, ki se ravno na tisti dan, ko hoče oče peljati mamo, Lukca in Metko na nedeljski izlet, pokvari. Motor mu dela, vendar noče speljati. Odloči se, da ne bo več avtomobil, ki vozi po cestah. Postati si želi ladja in se voziti po morju. Oče jezno ropota po strehi avtomobila in pride do zaključka, da ga je napadla čudna bolezen. Metka in Lukec se izkažeta za bistra otroka in predlagata naj pokličejo zdravnika za pokvarjene avtomobile. Oče se sprva otrokoma samo nasmehne, kasneje pa res zavrti številko avtomobilskega servisa ter prosi za pomoč. Avtomehanik pregleda avtomobil in ugotovi, da ima avtomobil strahove zaradi vsakodnevnih stresnih situacij na cesti, tehnično pa je z njim vse v redu. Družini je svetoval, naj bodo pazljivejši z njim na cesti in naj ga ne spravljajo v nevarna prehitevanja. Avtomehanik je v avtomobil vgradil ladijsko trobljo, da si bo avtomobil lahko predstavljal, da je ladja. Oče je upošteval navodila avtomehanika in z avtomobilom je bilo vse v redu. Družina se odpravi na zabavno vožnjo polno smeha in radosti.

### Analiza
Glavna književna oseba je personificiran avtomobil, ki se odloči, da ne bo več vozil po cesti. V pravljici zasledimo motive, ki so pogosti v vsakdanjem življenju: stresne situacije, hrepenenje po boljšem življenju, strahovi. Pisatelj v okvir postavi štiričlansko družino, ki si vzame čas za nedeljski izlet. Pravljica je poučna za otroke, saj opozori na nevarnost prehitevanja v prometu. Otroka pokažeta veliko znanja. Metka pri šestih letih ve, da obstaja zdravnik za avtomobile in tega se spomni prej kot njen oče. Družina preživi dan poln smeha in zabave. Pisatelj skuša bralcem približati pomen družine v današnjem svetu.